# Vaskpaju
Vaskpaju är en ö i Finland. Den ligger i sjön Salajärvi och i kommunen Lahtis i den ekonomiska regionen  Lahtis ekonomiska region  och landskapet Päijänne-Tavastland, i den södra delen av landet, 110 km nordost om huvudstaden Helsingfors. Öns största längd är 20 meter i sydväst-nordöstlig riktning.

## Klimat
Trakten ingår i den hemiboreala klimatzonen. Årsmedeltemperaturen i trakten är 1 °C. Den varmaste månaden är juli, då medeltemperaturen är 17 °C, och den kallaste är december, med −11 °C.